# Examnes versutus
Examnes versutus là một loài bọ cánh cứng trong họ Cerambycidae.